# طوطی‌نوک عینکی
طوطی‌نوک عینکی (نام علمی: Paradoxornis conspicillatus) نام یک گونه از تیره سسکیان است.